# Charsy (przystanek kolejowy)
Charsy (biał. Харсы; ros. Харсы) – przystanek kolejowy w pobliżu miejscowości Charsy, w rejonie brzeskim, w obwodzie brzeskim, na Białorusi.